# Arnold Newman

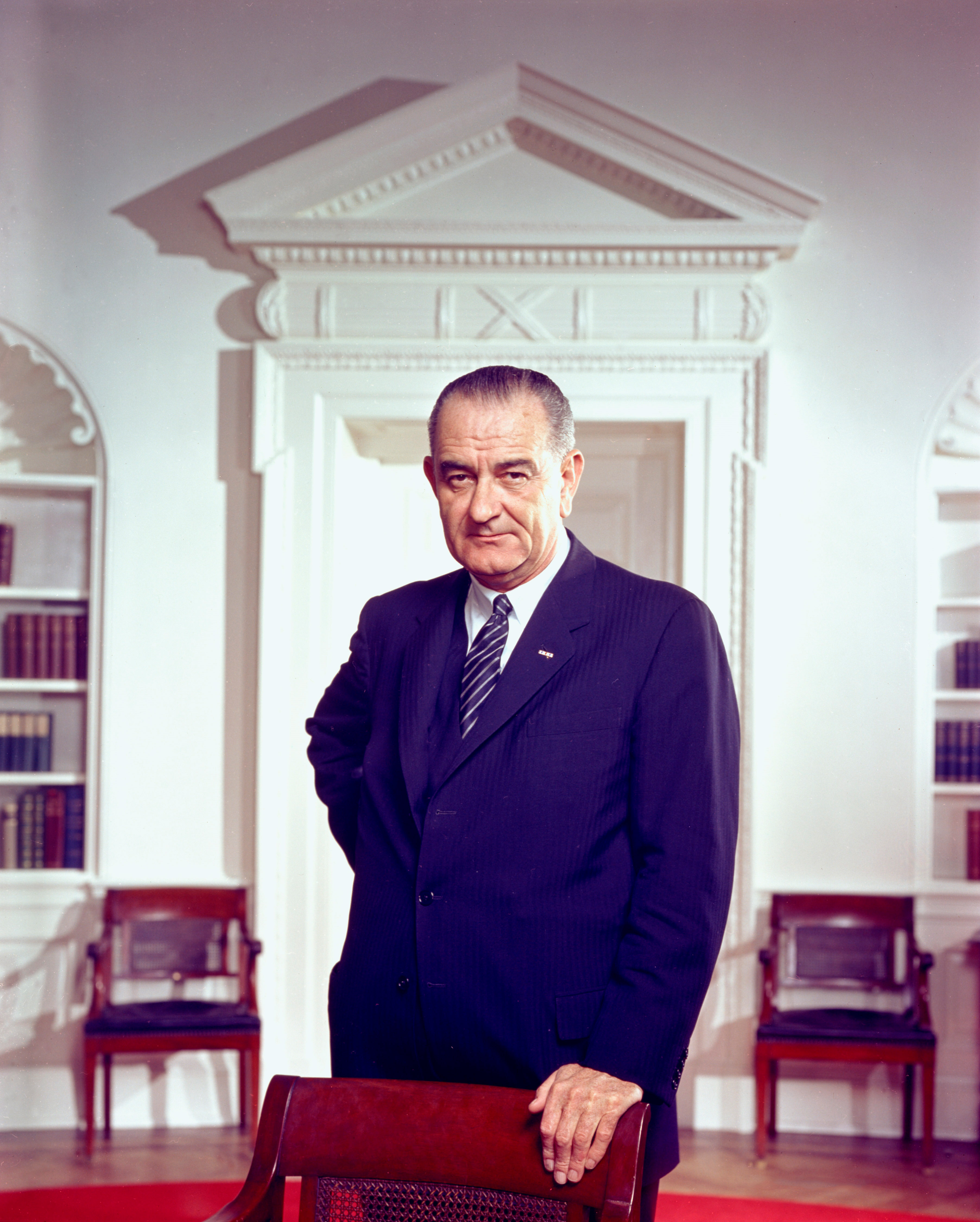
Lyndon B. Johnson, 1964

Arnold Abner Newman (Nueva York, 3 de marzo de 1918 - 6 de junio de 2006) fue un fotógrafo estadounidense muy conocido por sus retratos de artistas.

## Biografía
Nació en Manhattan pero pasó su infancia en Atlantic City y luego empezó estudios de arte en la Universidad de Miami, que interrumpió por motivos económicos. En 1939 comenzó a trabajar en Filadelfia para una cadena de estudios fotográficos que realizaba retratos rápidos a un precio bajo.
La primera exposición de sus fotografías la realizó, junto a Ben Rose, en la "A.D. Gallery" de Nueva York en 1941, además contó con el apoyo de los fotógrafos Alfred Stieglitz y Beaumont Newhall. Poco después, de nuevo se trasladó a Florida donde montó un estudio y entre 1942 y 1945 hizo retratos de artistas contemporáneos. En 1946 se trasladó a Nueva York donde abrió su estudio.
Comenzó a colaborar en diversas revistas como Harper's Bazaar y Fortune. En agosto de 1947 inició su colaboración con Life con su primera portada de un total de 24 que hizo a lo largo de su vida. Otras de las publicaciones con las que colaboró fueron New York Times, "Portfolio" o "Werbung". 
Desde su primera exposición en la "A.D. Gallery" de Nueva York en 1942, realizó numerosas muestras de su obra. Entre ellas están "In and Out of Focus" de 1949 en el MOMA, "Arnold Newman: Five Decades" de 1986 en el Museo de Arte Pori de Finlandia y en el Museo de Artes Fotográficas de San Diego, "5 X 5" de 1988 en el Museo de Arte Contemporáneo de Caracas, "Camera Portraits" de 1989 en la Galería Nacional de Retratos, "Arnold Newman's Gift: 60 Years of Photography" de 1999 en el International Center of Photography, "Beverly Hills 1962 - Marilyn Monroe by Arnold Newman" de 2006 en la galería Hartmann de  Barcelona, además de la exposición retrospectiva "Masterclass" que recorre desde 2012 diferentes países como Alemania, Holanda y Estados Unidos.
Ha recibido numerosos reconocimientos, entre los que se encuentran un premio en la Photokina en 1951, una medalla de oro en la Bienal de Venecia de 1963, premio a una vida de trabajo por la Sociedad Americana de fotógrafos de revistas en 1975 o Master of Photography de los Infinity Awards de 1999. La Universidad de Miami le hizo doctor honoris causa en 1981. Tras su fallecimiento, a causa de un ataque cardíaco, una parte importante de su legado fue adquirido por el Centro "Harry Ransom Humanities Research" de la Universidad de Texas en Austin.

## Retrato ambiental
Aunque realizaba todo tipo de fotografías, fueron los retratos los que le concedieron mayor relevancia. Una característica distintiva de sus retratos es el empleo de elementos u objetos que se relacionan con los intereses o la profesión del personaje fotografiado.
De ese modo, en un retrato de Igor Stravinski la imagen está casi totalmente ocupada por un piano de cola o, en el caso de Salvador Dalí, por un dibujo. Su estilo se ha conocido como "retrato ambiental" y Newman comenzó a perfilarlo en los retratos de 1942 de George Grosz y de Yasuo Kuniyoshi. El propio Newman reconoce la influencia en su trabajo de los fotógrafos del programa de la oficina de la Administración de Seguridad Agraria (Farm Security Administration) y en particular de Walker Evans. En sus retratos presenta una cuidadosa composición, acostumbra emplear perspectivas formales y les dota con cierta profundidad psicológica.
Realizó retratos a gran cantidad de artistas y personajes famosos, entre ellos: Marcel Duchamp y Piet Mondrian con retratos de 1942, Igor Stravinski que es uno de sus retratos más conocidos y lo realizó en 1946, Dwight D. Eisenhower de 1950, Salvador Dalí en 1951, Pablo Picasso en 1954, Haile Selassie en 1958, Bob Moses en 1959, Marilyn Monroe en 1962, Alfried Krupp en 1963, Francisco Franco en 1964, Henry Miller en 1976, Truman Capote en 1977, Ronald Reagan en 1981, Paul Auster en 1993 o Woody Allen en 1996. Cuando realizaba un retrato hacía una serie de varias tomas para, posteriormente, seleccionar en una hoja de contactos una o varias de ellas.